# Elaphidion splendidum
Elaphidion splendidum är en skalbaggsart som beskrevs av Fisher 1932. Elaphidion splendidum ingår i släktet Elaphidion och familjen långhorningar.
Artens utbredningsområde är:
- Kuba.
- Haiti.

Inga underarter finns listade i Catalogue of Life.